# Светско првенство у атлетици на отвореном 2023 — штафета 4 × 400 метара мешовито
Трка штафета 4 х 400 метара у мешовитој конкуренцији на 19. Светском првенству у атлетици 2023. одржано је у Будимпешти (Мађарска) у Националном атлетском центру 19. август 2023. године.
Титулу светских првака из Јуџина 2022. није бранила штафета Доминиканске Републике.

## Земље учеснице
Учествовали су 70 атлетичарa из 17 земаља.
1. Белгија (5)
2. Доминиканска Република (0)
3. Ирска (4)
4. Италија (4)
5. Јамајка (4)
6. Кенија (4)
7. Мађарска (4)
8. Немачка (5)
9. Нигерија (4)
10. Пољска (5)
11. Португалија (4)
12. САД (5)
13. Уједињено Краљевство (5)
14. Француска (4)
15. Холандија (5)
16. Чешка (4)
17. Швајцарска (4)

## Освајачи медаља
|                                                                                      |                                                                                              |                                                                                        |
| Џастин Робинсон (м) · Rosey Effiong (ж) · Метју Болинг (м) · Алексис Холмс (ж) · САД | Lewis Davey (м) · Лави Нилсен (ж) · Рио Мичам (м) · Јеми Мери Џон (ж) · Уједињено Краљевство | Матеј Крчек (м) · Тереза Петржилкова (ж) · Патрик Шорм (м) · Лада Вондрова (ж) · Чешка |

## Рекорди
Рекорди у штафети 4х400 м мешовито пре почетка светског првенства 19. августа 2023. године:
| Рекорди пре почетка Светског првенства 2023.  | Рекорди пре почетка Светског првенства 2023.                                                                           | Рекорди пре почетка Светског првенства 2023. | Рекорди пре почетка Светског првенства 2023. | Рекорди пре почетка Светског првенства 2023. |
| --------------------------------------------- | --- | -------------------------------------------- | -------------------------------------------- | -------------------------------------------- |
| Олимпијски рекорди                            | Пољска · (Карол Залевски (м), Наталија Качмарек (ж), Јустина Свјенти-Ерсетик (ж), Кајетан Душински (м))                | 3:09,87                                      | Токио, Јапан                                 | 31. јул 2021.                                |
| Светски рекорд                                | Сједињене Државе · (Вилберт Лондон (м), Алисон Филикс (ж), Кортни Около (ж), Мајкл Чери (м))                           | 3:09,34                                      | Доха, Катар                                  | 29. септембар 2019.                          |
| Рекорд светских првенстава                    | Сједињене Државе · (Вилберт Лондон (м), Алисон Филикс (ж), Кортни Около (ж), Мајкл Чери (м))                           | 3:09,34                                      | Доха, Катар                                  | 29. септембар 2019.                          |
| Најбољи светски резултат сезоне               | Пољска · (Матеј Крчек (м)), Тереза Петржилкова (ж), Вит Милер (м)), Лада Вондрова (ж))                                 | 3:12,34                                      | Хожов, Чешка                                 | 25. јун 2023.                                |
| Европски рекорд                               | Пољска · (Карол Залевски (м), Наталија Качмарек (ж), Јустина Свјенти-Ерсетик (ж), Кајетан Душински (м))                | 3:09,87                                      | Токио, Јапан                                 | 31. јул 2021.                                |
| Северноамерички рекорд                        | Сједињене Државе · (Вилберт Лондон (м), Алисон Филикс (ж), Кортни Около (ж), Мајкл Чери (м))                           | 3:09,34                                      | Доха, Катар                                  | 29. септембар 2019.                          |
| Јужноамерички рекорд                          | Колумбија · (Џон Перлаза (м), Лина Ликона (ж), Антони Хосе Замбрано (м), Евелис Агилар Јасмин (ж))                     | 3:14,79                                      | Сао Пауло, Бразил                            | 28. јул 2023.                                |
| Афрички рекорд                                | Нигерија · (Ифеањи Емануел Ојели (м), Imaobong Nse Uko (ж), Самсон Огеневегба Натанијел (м), Patience Okon George (ж)) | 3:13,60                                      | Токио, Јапан                                 | 30. јул 2021.                                |
| Азијски рекорд                                | Бахреин · (Муса Исах (м), Аминат Јусуф Џамал (ж), Салва Ајд Насер (ж), Абас Абубакар Абас (м))                         | 3:11,82                                      | Доха, Катар                                  | 29. септембар 2019.                          |
| Океанијски рекорд                             | Аустралија · (Бендере Обоја (ж), Anneliese Rubie-Renshaw (ж), Тајлер Ган (м),Алекс Бек (м))                            | 3:17,00                                      | Гоулд Коуст, Аустралија                      | 21. јун 2021.                                |
| Рекорди остварени на Светском првенству 2023. | |                                              |                                              |                                              |
| Најбољи светски резултат сезоне               | Сједињене Државе · (Рајан Вили (м), Rosey Effiong (ж), Џастин Робинсон (м), Алексис Холмс (ж))                         | 3:10,41                                      | Будимпешта, Мађарска                         | 19. август 2023.                             |
| Светски рекорд                                | Сједињене Државе · (Џастин Робинсон (м), Rosey Effiong (ж), Метју Болинг (м), Алексис Холмс (ж))                       | 3:08,80                                      | Будимпешта, Мађарска                         | 19. август 2023.                             |
| Рекорд светских првенстава                    | Сједињене Државе · (Џастин Робинсон (м), Rosey Effiong (ж), Метју Болинг (м), Алексис Холмс (ж))                       | 3:08,80                                      | Будимпешта, Мађарска                         | 19. август 2023.                             |
| Најбољи светски резултат сезоне               | Сједињене Државе · (Џастин Робинсон (м), Rosey Effiong (ж), Метју Болинг (м), Алексис Холмс (ж))                       | 3:08,80                                      | Будимпешта, Мађарска                         | 19. август 2023.                             |
| Северноамерички рекорд                        | Сједињене Државе · (Џастин Робинсон (м), Rosey Effiong (ж), Метју Болинг (м), Алексис Холмс (ж))                       | 3:08,80                                      | Будимпешта, Мађарска                         | 19. август 2023.                             |

## Критеријум квалификација
12 штафета се квалификовало као финалисти Светског првенства у такмичењу штафета 2022. године а 4 се пласирало на основу најбољих резултата постигнутим између 31. јула 2022. и 30. јула 2023. године.

## Сатница
| Датум            | Време | Коло          |
| ---------------- | ----- | ------------- |
| 19. август 2023. | 12:05 | Квалификације |
| 19. август 2023. | 21:49 | Финале        |

## Резултати

### Квалификације
Такмичење је одржано 19. августа 2023. године. У квалификацијама су учествовале 17 екипа, подељене у 2 групе. У финале су се пласирале по 3 првопласиране из група (КВ) и 2 на основу постигнутог резултата (кв).,,,,,
| Групе         | 1     | 2     |
| ------------- | ----- | ----- |
| Стартно време | 12:05 | 12:16 |

| Поз. | Гр. | Штафета                | Атлетичари                                                                                             | НР      | Време         | Белешка |
| ---- | --- | ---------------------- | --- | ------- | ------------- | ------- |
| 1.   | 1   | САД                    | Рајан Вили (м), Rosey Effiong (ж), Џастин Робинсон (м), Алексис Холмс (ж)                              | 3:09,34 | 3:10,41       | КВ, СРС |
| 2.   | 1   | У. Краљевство          | Џозеф Брајер (м), Лави Нилсен (ж), Рио Мичам (м), Јеми Мери Џон (ж)                                    | 3:11,95 | 3:11,19       | КВ, НР  |
| 3.   | 1   | Белгија                | Робин Вандербемден (м), Имке Вервает (ж), Florent Mabille (м), Камил Лаус (ж)                          | 3:11,51 | 3:11,81       | КВ, НРС |
| 4.   | 2   | Холандија              | Исаја Клајн Икинк (м), Лике Клавер (ж), Теренс Агард (м), Фемке Бол (ж)                                | 3:09,90 | 3:12,12       | КВ, НРС |
| 5.   | 2   | Француска              | Жил Бирон (м), Louise Maraval (ж), Тео Андан (м), Амандин Бросје (ж)                                   | 3:13,36 | 3:12,25       | КВ, НР  |
| 6.   | 2   | Чешка                  | Матеј Крчек (м), Тереза Петржилкова (ж), Патрик Шорм (м), Лада Вондрова (ж)                            | 3:12,34 | 3:12,52       | КВ      |
| 7.   | 2   | Немачка                | Мануел Сандерс (м), Алис Шмит (ж), Jean Paul Bredau (м), Скади Шиер (ж)                                | 3:12,94 | 3:13,25       | кв, НРС |
| 8.   | 1   | Ирска                  | Џек Рафтери (м), Софи Бекер (ж), Кристофер О’Донел (м), Sharlene Mawdsley (ж)                          | 3:12,88 | 3:13,90       | кв, НРС |
| 9.   | 2   | Јамајка                | Демиш Геј (м), Natoya Goule-Toppin (ж), Малик Џејмс-Кинг (м), Стејси-Ен Вилијамс (ж)                   | 3:11,76 | 3:14,05       | НРС     |
| 10.  | 1   | Мађарска               | Атила Молнар (м), Бјанка Кери (ж), Золтан Вахл (м), Јанка Молнар (ж)                                   | 3:17,42 | 3:14,08       | НР      |
| 11.  | 2   | Швајцарска             | Lionel Spitz (м), Ђулија Сен (ж), Рики Петрукиани (м), Јулија Нидербергер (ж)                          | 3:14,22 | 3:14,38(.371) |         |
| 12.  | 2   | Нигерија               | Дубем Нвацхукву (м), Patience Okon George (ж), Езекиел Натханиел (м), Имаобонг Нсе Уко (ж)             | 3:13,60 | 3:14,38(.378) | НРС     |
| 13.  | 1   | Италија                | Лоренцо Бенати (м), Ајомиде Темиладе Фолорунсо (ж), Рикардо Мели (м), Аличе Манђоне (ж)                | 3:13,51 | 3:14,56       |         |
| 14.  | 2   | Пољска                 | Карол Залевски (м), Марика Попович-Драпала (ж), Кајетан Душински (м), Патрицја Вићшкјевич-Завадзка (ж) | 3:09,87 | 3:14,63       | кв, НРС |
| 15.  | 1   | Кенија                 | Заблон Екхал Еквам (м), Милисент Ндоро (ж), Виклајф Кињамал (м), Мерси Океч (ж)                        | 3:14,64 | 3:15,47       |         |
| 16.  | 1   | Португалија            | Омар Елкхатиб (м), Катиа Азеведо (ж), Рикардо дос Сантос (м), Fatoumata Binta Diallo (ж)               | 3:14,06 | 3:15,75       |         |
| —    | 1   | Доминиканска Република | | 3:09,82 | НС            |         |

### Финале
Такмичење је одржано 19. августа 2023. године са почетком у 21:49 часова.,,,
| Плас. | Штафета       | Атлетичари                                                                                            | Време   | Белешке               |
| ----- | ------------- | --- | ------- | --------------------- |
|       | САД           | Џастин Робинсон (м), Rosey Effiong (ж), Метју Болинг (м), Алексис Холмс (ж)                           | 3:08,80 | СР, РСП, СРС, САР, НР |
|       | У. Краљевство | Lewis Davey (м), Лави Нилсен (ж), Рио Мичам (м), Јеми Мери Џон (ж)                                    | 3:11,06 | НР                    |
|       | Чешка         | Матеј Крчек (м), Тереза Петржилкова (ж), Патрик Шорм (м), Лада Вондрова (ж)                           | 3:11,98 | НР                    |
| 4.    | Француска     | Жил Бирон (м), Louise Maraval (ж), Тео Андан (м), Амандин Бросје (ж)                                  | 3:12,99 |                       |
| 5.    | Белгија       | Робин Вандербемден (м), Имке Вервает (ж), Жонатан Борле (м), Камил Лаус (ж)                           | 3:13,83 | НРС                   |
| 6.    | Ирска         | Џек Рафтери (м), Софи Бекер (ж), Кристофер О’Донел (м), Sharlene Mawdsley (ж)                         | 3:14,13 |                       |
| 7.    | Немачка       | Мануел Сандерс (м), Алис Шмит (ж), Jean Paul Bredau (м), Елиса Лехлајтнер (ж)                         | 3:14,27 |                       |
| 8.    | Пољска        | Игор Богачињски (м), Патрицја Вићшкјевич-Завадзка (ж), Карол Залевски (м), Марика Попович-Драпала (ж) | 3:15,49 |                       |
| —     | Холандија     | Лимарвин Боневасија (м), Лике Клавер (ж), Исаја Клајн Икинк (м), Фемке Бол (ж)                        | НЗ      |                       |